# Set de bronce
La estatuilla de Set en bronce es una antigua estatuilla egipcia en bronce representando a Set, dios egipcio del caos, el desierto, las tormentas, el desorden, la violencia y de los extranjeros, datada a finales del Imperio Nuevo (XIX–XX dinastía: siglos XIII–XI a. C.), de procedencia incierta (quizás Saqqara) y conservada en la Gliptoteca Ny Carlsberg de Copenhague.

## Historia
La estatua original sufrió algunas modificaciones ya en época antigua: las orejas del misterioso (y probablemente quimérico) "animal de Set" fueron sustituidas por dos cuernos enroscados de carnero, aunque sobrevivió el típico morro curvo y alargado de Set: resultando una representación inicialmente atribuida a Khnum, dios-carnero de las aguas del Nilo, y luego al dios supremo Amón, a veces representado en forma ovina desde la Baja época. Tales modificaciones podrían ser resultado de ciertos cambios en la palestra política. En su rol de dios de los extranjeros, Set fue asimilado a divinidades extranjeras como Reshef y Baal, y fue muy adorado por los soberanos hicsos que ocuparon el norte de Egipto, gobernando desde Avaris, hasta 1550 a. C. Set fue visto con la máxima consideración por los faraones de la XIX dinastía (1292–1189 a. C.) originarios de la zona de Avaris, en la zona oriental del delta del Nilo. Después de la XX dinastía los templos de Set perdieron influencia y prestigio, sus imágenes dejaron de ser producidas y los antropónimos con referencias a su nombre (Seti, Sethnakht, Sethherkhepeshef, Sethemuia, Sethemnakht, ...) dejaron de ponerse, obviamente por un cambio en la percepción de su papel como antagonista de Horus.

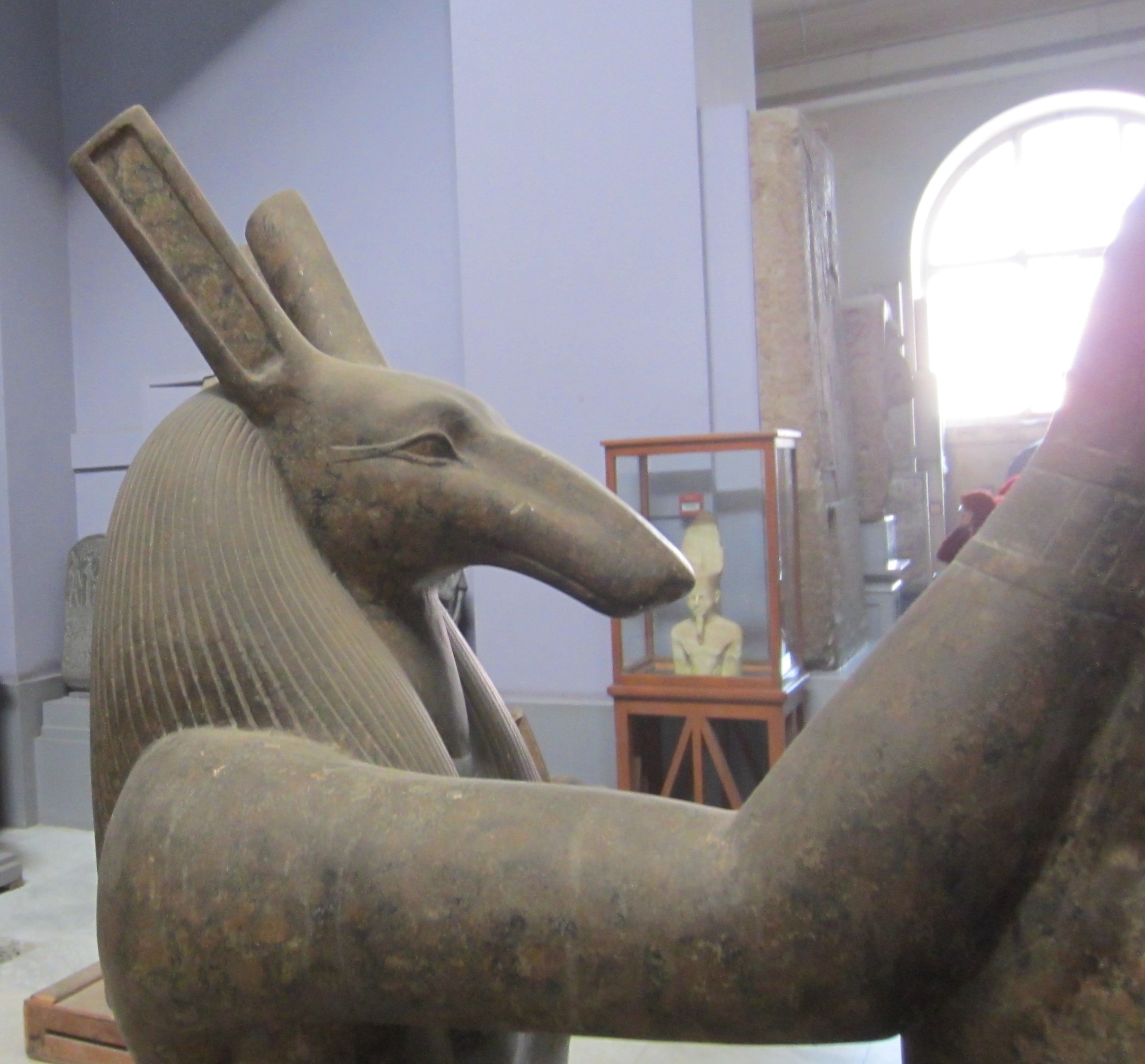
Las orejas del enigmatico "animal de Set", visibles en esta estatua del reinado de Ramsés III, fueron reemplazadas en la estatuilla por cuernos de carnero.

Según el egiptólogo Herman Te Velde, la demonización de Set habría tenido lugar ante la conquista de todo Egipto por parte de varias naciones extranjeras, en el tercer periodo intermedio (1069 a. C. - 664 a. C.) y la Baja Época (664 a. C. - 332 a. C.): debido a su papel de dios de los extranjeros, Set se asoció a los opresores que sucesivamente saquearon y sometieron a vasallaje la tierra del Nilo, los libios, los nubios, el Imperio asirio y el persa. Durante la XXV dinastía (760 a. C.) las efigies de Set fueron vandalizadas y su nombre censurado y borrado.
Alejandro Magno llegó a Egipto como libertador al expulsar a los persas y su sucesor fundó una dinastía griega, la lágida o tolemaica. Los griegos asimilaron a Set con Tifón. Para entonces, el dios ya era el Demonio, la Oscuridad en oposición a Horus, la Luz y Osiris, el Salvador.

## Descripción
Más pesado en la parte superior que en la inferior y de extremidades relativamente delgadas, el cuerpo del dios fue fundido en una única pieza a excepción del brazo derecho, moldeado aparte e incrustado al hombro en un segundo momento. Este brazo está alzado, el izquierdo ligeramente flexionado y tendido hacia delante; ambas manos están cerradas en puño y es imposible decir con certeza qué sujetaban: parece la pose típica de los faraones en el papel de guerreros abatiendo a sus enemigos (véase Paleta de Narmer). Set porta la doble corona blanca y roja (psent) del Alto y Bajo Egipto: elección iconográfica rara pero no inusual durante el Imperio Nuevo; la corona fue realizada separadamente y quizás añadida en una época posterior, aunque dos marcas en sus lados sugieren que se colocó cuando la figura tenía todavía las orejas largas de Set, antes de su reemplazo con los cuernos de carnero. El faldellín plisado tiene inserciones en oro y cobre.